# 1963 en Algérie
Chronologie de l’Algérie
- 1959
- 1960
- 1961
- 1962
- 1963
- 1964
- 1965
- 1966
- 1967

Cet article présente les faits marquants de l'année 1963 en Algérie ou relatifs à l'Algérie; datation selon le calendrier grégorien..

## Événements
- 5 mai : l'ex-ministre des Affaires étrangères du 28 septembre 1962 au 5 mai 1963, Mohamed Khemisti, est assassiné à Alger.
- 14 mai : un incident déclenche le soulèvement des Touareg de l’Adrar des Ifoghas au Mali contre le régime de Modibo Keita (fin le 16 juillet 1964)[1]. Répression brutale avec le concours de l’Algérie et du Maroc, entraînant la mort de centaines de Touareg après le bombardement de leurs campements.
- 16 juillet, Maroc : à la suite de la découverte d’un « complot » contre Hassan II, 130 dirigeants de l’UNFP réunis à Casablanca sont arrêtés[2]. Des centaines de militants du parti sont arrêtés dans les jours qui suivent. Mehdi Ben Barka se réfugie à Alger[3].
- 28 août : l’Assemblée nationale algérienne adopte une constitution de type présidentiel présentée par Ben Bella, approuvée par référendum le 8 septembre[4].
- 15 septembre : Ahmed Ben Bella est élu président de la République en Algérie[4].
- 29 septembre : création du Front des forces socialistes par le Kabyle Hocine Aït Ahmed. Il mène la guérilla kabyle avec le commandant Mohand Oulhadj contre la dictature de Ben Bella en Algérie. Le 12 novembre, Mohand Oulhadj conclut un accord avec Ben Bella et Hocine Aït Ahmed continue la lutte dans le maquis jusqu’à son arrestation le 17 octobre 1964[5].
- 8 octobre : début de la petite guerre des Sables. l’armée algérienne lance une attaque surprise et anéantit plusieurs petites garnisons marocaines, puis tente de prendre Figuig à la frontière algéro-marocaine[6][réf. à confirmer].
- 15 octobre, guerre des Sables : tandis que des incidents se multiplient à la frontière algéro-marocaine, Ahmed Ben Bella appelle à la mobilisation générale[6].
- 13 décembre : début d’un voyage du Premier ministre chinois Zhou Enlai en Afrique ; il visite l’Égypte, l’Algérie, le Maroc, la Tunisie, le Ghana, le Mali, la Guinée, le Soudan, l’Éthiopie et la Somalie (fin le 5 février 1964)[7].

## Sports

### Cyclisme
- Championnat d'Algérie de cyclo-cross

### Football
- Équipe d'Algérie de football en 1963
- Championnat d'Algérie de football 1962-1963
- Championnat d'Algérie de football 1963-1964
- Championnat d'Algérie de football de deuxième division 1962-1963
- Championnat d'Algérie de football de deuxième division 1963-1964
- Coupe d'Algérie de football 1962-1963
- Coupe d'Algérie de football 1963-1964
- Saison 1962-1963 de l'ASM Oran
- Saison 1963-1964 de l'ASM Oran
- Saison 1962-1963 de l'USM Alger
- Saison 1963-1964 de l'USM Alger
- Saison 1962-1963 de l'USM Blida
- Saison 1963-1964 de l'USM Blida
- Saison 1962-1963 du CR Belcourt
- Saison 1963-1964 du CR Belcourt
- Saison 1963-1964 de l'USMM Hadjout

## Naissances en 1963
- Naissance en Algérie en 1963

## Décès en 1963
- Décès en Algérie en 1963